# Corusichthys
Corusichthys megacephalus è una specie estinta di pesci ossei appartenente alla famiglia Coccodontidae, un gruppo di pesci picnodonti altamente specializzati del Cenomaniano (Cretaceo superiore) del Libano.

## Descrizione
L'olotipo di Corusichthys megacephalus è lungo 34 mm. Presentava piastre ossee disposte intorno alla testa, formando una sorta di "elmo", e una grande spina triangolare sulla parte dorsale. 
Corusichthys megacephalus conservava una morfologia relativamente primitiva rispetto ad altri membri della sua famiglia. Il corpo era fusiforme, con meno di 20 segmenti vertebrali, e le pinne dorsale e anale erano corte. Presentava una cresta spinosa sul dermosupraoccipitale e una sola coppia di barre di scaglie nella regione pelvica.
Generi più specializzati come Hensodon e Trewavasia mostrano un corpo più profondo, con corna frontali orientate orizzontalmente e una lunga cresta che attraversa il dermopterotico. In Corusichthys, il premascellare è in parte nascosto dal prefrontale, e il numero di segmenti vertebrali prima degli elementi epicordali varia tra 25 e 30. Le pinne dorsale e anale sono più grandi, con raggi segmentati ma non ramificati. Inoltre, presentano un ipocordale ipertrofizzato e un grande scudo postcloacale spinoso.
I membri del genere Corusichthys, insieme a Hensodon e Trewavasia, si distinguono nettamente dallo schema cranico tipico dei tipici picnodonti. Questi pesci possedevano un muso orientato verticalmente, corna frontali prominenti e un imponente processo nucale formato dal dermosupraoccipitale, dal parietale e dal supratemporale.

## Classificazione
Corusichthys megacephalus è stato descritto per la prima volta nel 2014 e appartiene alla famiglia Coccodontidae, un gruppo endemico di picnodonti altamente specializzati, vissuti nei mari del Cenomaniano del Libano. Questa famiglia si distingue per le loro armature craniche elaborate e le strutture ossee uniche.
Le sue affinità più strette si trovano nei generi Trewavasia, Hensodon e Coccodus, con cui condivide alcune caratteristiche morfologiche.
I fossili di Corusichthys megacephalus provengono dai sedimenti marini del Cenomaniano superiore di Haqel, in Libano. Questa località è rinomata per l’eccezionale conservazione dei suoi pesci fossili, che forniscono importanti informazioni sulla diversità degli ecosistemi marini cretacei.